# 김진민 (1888년)
김진민(金振玟, 일본식 이름: 金江振玟, 1888년 8월 ~ ?)은 일제강점기의 관료이다.

## 생애
한성부 출신이다. 1911년에 관립법학교를 졸업하고 조선총독부 관리가 되어 사세국 세무과에서 근무를 시작했다.
1912년에는 총독부 군서기에 임명되어 함경북도에 발령받았다. 함북 길주군에서 군서기로 일하다가 1921년에 군수로 승진했다. 함북 경원군에서 약 6년 동안 군수직을 지냈다.
1927년부터는 경기도 지역 군수로 발령받아 파주군과 진위군에서 근무했다. 진위군수로 재직 중이던 1935년에 총독부가 편찬한 《조선공로자명감》에 실린 조선인 공로자 353명 중 한 명이다.
이후 경기도 연천군 군수를 지냈으며, 1934년 일본 정부로부터 훈5등 서보장을 수여받는 등 1938년을 기준으로 종5위 훈5등에 서위되어 있었다. 1935년에 총독부가 시정 25주년을 기해 표창한 표창자 명단에도 들어 있다.
2008년 발표된 민족문제연구소의 친일인명사전 수록예정자 명단의 관료 부문에 선정되었다.

## 참고 자료
- 김진민(金振玟) - 국사편찬위원회